# Patrick Radden Keefe
Patrick Radden Keefe és un escriptor i periodista d'investigació estatunidenc. Redactor de The New Yorker, és autor de diversos llibres i ha escrit per a publicacions com Slate, The New York Times Magazine i The New York Review of Books.
Keefe va créixer a Dorchester, Massachusetts, llicentciant-se a la Universitat de Colúmbia l'any 1999. Es va doctorar a la Yale Law School, i també va estudiar a la Universitat de Cambridge i la London School of Economics. El seu periodisme d'investigació ha abordat temes com el conflicte sobre la propietat de les reserves de ferro a Guinea, les complicacions polítiques a les quals s'enfronten els estats que legalitzen la marihuana, o la captura del narcotraficant mexicà Joaquín "El Chapo" Guzmán.
Va ser premiat amb el National Magazine Award for Feature Writing per l'article "A Loaded Gun" (The New Yorker, 2013), sobre la vida de la professora universitària Amy Bishop, que va matar tres persones en un tiroteig a la Universitat d'Alabama. També va ser nominat pels articles "The Hunt for El Chapo" el 2015, i per "Where the Bodies are Buried" l'any 2016 sobre una dona desapareguda a Irlanda del Nord.

## Llibres
A Chatter: Dispatches From the Secret World Of Global Eavesdropping, del 2005, Keefe descriu com les agències de seguretat nord-americanes, inclosa l'Agència de Seguretat Nacional (NSA), escolten les comunicacions entre individus sospitosos de participar en terrorisme per determinar la probabilitat que es produeixin atacs en un futur proper. Keefe descriu l'aparell de recollida d'intel·ligència electrònica per detectar aquesta comunicació, sovint anomenada "chatter", que examina en el context dels atacs de l'11 de setembre de l'any 2001 als Estats Units d'Amèrica.
A The Snakehead, publicat el 2009, Keefe se centra en la figura de Cheng Chui Ping i la seva banda novaiorquesa dels Snakehead, que va operar entre 1984 i 2000. Keefe va descriure com Ping va introduir de manera il·legal immigrants de la Xina als Estats Units a gran escala, a través de vaixells de càrrega. El llibre inclou entrevistes a diversos d'aquests immigrants on descrivien la seva vida als Estats Units. El 2000, Ping va ser detinguda pel govern dels Estats Units i condemnada a 35 anys de presó pel seu paper en la direcció d'aquestes operacions.
L'any 2019 va publicar No diguis res (Say Nothing), on aborda les conseqüències de la violència del conflicte d'Irlanda del Nord, centrat en el segrest i assassinat per part de l'IRA Provisional de Jean McConville, una dona de Fall Road. Va guanyar el National Book Critics Circle Award del 2019 (no ficció).
El llibre L’imperi del dolor (Periscopi, 2021), és un relat sobre la dinastia dels Sackler, la família de farmacèutics que va crear el medicament originari de la crisi dels opioides als Estats Units. L'any 2022, va publicar el recull d'articles d'investigació titulat, Rogues: True Stories of Grifters, Killers, Rebels and Crooks. New York: Doubleday .

## Traduccions al català
- No diguis res (Say Nothing), traducció de Ricard Gil Giner. Edicions del Periscopi, 2020.[9]
- L'imperi del dolor (Empire of Pain), traducció de Ricard Gil Giner. Edicions del Periscopi, 2021.[10]
- Canalles (Rogues), traducció de Ricard Gil Giner. Edicions del Periscopi, 2023.[11]
- Caps de Serp (The Snakehead), traducció de Ricard Gil Giner. Edicions del Periscopi, 2024.[12]